# Deus Ex
Deus Ex je prvoosebna strelska videoigra z elementi igranja vlog, ki je izšla leta 2000 pri založbi Eidos Interactive.
Dogajanje se odvija v kiberpankovskem okolju. V Deus Ex ima glavno vlogo nanotehnološko podprt agent, ki se bori proti teroristom. Nekje na sredi igre spozna, da so vloge zamenjane in da so teroristi v bistvu ljudje za katere dela, kar dodatno zaplete zgodbo, ki ima več različnih koncev, na katere vplivajo odločitve igralca med igro samo.
Igra se prične, ko organizacija znana pod imenom Veličastnih 12 (Majestic 12 ali na kratko MJ-12) poizkuša prevladati svetu, s tem da spusti smrtonosen virus, za katerega imajo samo oni zdravilo. Agent novinec z imenom JC Denton, prične svojo zgodbo na strani agenciji UNATCO, ter skozi igro razkrije identiteno agencije, ki je izpustila virus, kot pokvarjen del nekoč mogočnih Iluminatov. Zgodba se konča s soočenjem z vodjo Veličastnih 12 (MJ-12) in JC-jevo odločitvijo na katero stran se postaviti ali pa celo vzeti vso moč zase.
Igro je britanska revija PC Gamer proglasila za najboljšo računalniško igro vseh časov, kar je potrdil tudi rezulat ankete, ki jo je izvedla revija PC Zone.
Klub starosti igre, sta tako eno- kot večigralski način še vedno aktivna v igralski skupnosti in strežniki še vedno obstajajo kljub temu, da je minilo že več kot desetletje od izida in da je med tem na trg prišlo že ogromno novih iger enake oziroma podobne zvrsti. Sam Deus Ex je dobil dve nadaljevanji, Deus ex: Invisible War, ki je izšla leta 2003, in Deus Ex: Human Revolution, ki je izšel avgusta 2011. 

## Sistemske zahteve
- procesor Pentium II 300MHz ali boljši
- RAM: 64MB
- HD: 150MB
- Zvočna kartica: podpora DirectX
- Optična enota: hitrost 4x ali več
- Grafična podpora: 3D pospeševalniki